# Risoba literata
Risoba literata är en fjärilsart som beskrevs av Moore 1881. Risoba literata ingår i släktet Risoba och familjen trågspinnare. Inga underarter finns listade.